# Testa e croce (singolo)
Testa e croce è un singolo del cantante italiano Matteo Romano, pubblicato il 17 dicembre 2021.
La canzone è stata presentata in gara in occasione del programma Sanremo Giovani 2021.

## Tracce
Testi e musiche di Matteo Romano, Federica Abbate, Francesco "Katoo" Catitti.
1. Testa e croce – 3:24